# Junkers Ju 85
O Junkers Ju 85 foi um bombardeiro rápido alemão concebido nos anos 30 pela Junkers, na Alemanha. Um avião monoplano bimotor, nunca passou dos estágios iniciais de desenvolvimento. Posteriormente o projecto evoluiu, acabando por ser uma parte importante na criação do Junkers Ju 88.